# Elizondo (Navarre)
Pour les articles homonymes, voir Elizondo.
Elizondo en basque, Ellissonde en français, est un village situé dans la commune de Baztan dans la Communauté forale de Navarre, en Espagne. Elizondo est le chef-lieu de la commune de Baztan.
Elizondo est situé dans la zone linguistique bascophone de Navarre. En 2011, 74.9% de la population de Baztan ayant 16 ans et plus avait le basque comme langue maternelle.

## Situation
Elizondo est situé à 57,5 km de Pampelune, capitale de la Navarre.
Elizondo constitue le principal centre commercial de la vallée. Elle est traversée par la rivière Bidassoa ou Baztan. Elle est plus urbaine que rurale : une abondance de services (commerces, bars, restaurants, ateliers, succursales bancaires) en constituent la base économique.
Il est constitué de quatre quartiers distincts : Antzanborda, Etxaide, Berro et Beartzun. En 2011, il comptait près de 3 500 habitants.

## Histoire
En 1397, le roi Carlos III de Navarre reconnaissait la noblesse de ses voisins[réf. nécessaire]. Cette noblesse se perçoit encore aujourd'hui dans certains édifices monumentaux qui vont du gothique tardif à la Renaissance et au baroque. La mairie date du XVIIIe siècle, le palais des gouverneurs ou Arizkunenea est une construction baroque (datant de 1730), tout comme le palais de Beramundea.

## Démographie
La population d'Elizondo a augmenté à l'inverse de celle des hameaux et de toute la vallée du Baztan qui, elle, a diminué [réf. nécessaire].
| Population | 1900  | 1950  | 1981 | 1986  | 2018  |
| ---------- | ----- | ----- | ---- | ----- | ----- |
| Elizondo   | 1.023 | 1.698 |      | 3.109 | 3.399 |
| Hameaux    | 490   | 336   | 257  |       |       |

## Culture populaire
- Prosper Mérimée a choisi Elizondo comme ville d'origine de Don José Lizarrabengoa, personnage central de sa nouvelle Carmen.
- C'est le village natal de l'inspectrice Amaia Salazar, personnage principal de la trilogie du roman policier de Dolores Redondo (trilogie de la vallée du Baztan), et des films qui en sont adaptés.